# Карташова, Людмила Алексеевна
Людмила Алексеевна Карташова (род. 26 июля 1935, пос. Квезань, Абхазская АССР) — советский и российский учёный-африканист. Специалист по истории, языку и культуре Мадагаскара, президент Клуба Друзей Мадагаскара. Действительный член Малагасийской Академии Наук.

## Биография
В 1958 году окончила французское отделение факультета иностранных языков МГПИ им. В. И. Ленина. В 1957 г., будучи студенткой, работала переводчицей с малагасийской делегацией на VI Международном фестивале молодёжи и студентов. В 1958—1960 научный сотрудник Института востоковедения, в 1960—1964 — Института Африки АН СССР. В 1964—1974 гг. — редактор, диктор Государственного комитета СССР по телевидению и радиовещанию (африканская редакция). С помощью носителей выучила малагасийский (мальгашский) язык. В 1966 году защитила диссертацию на соискание ученой степени кандидата филологических наук («Структура мальгашского слова»). В 1974—1992 гг. — преподаватель ИСАА при МГУ, в 1994—1997 — Кейптаунского университета (ЮАР). В 2005 и 2007 годах вела курсы перевода с русского на малагасийский и с малагасийского на русский для магистрантов кафедры русского языка Университета Антананариву.

## Научная и общественная деятельность

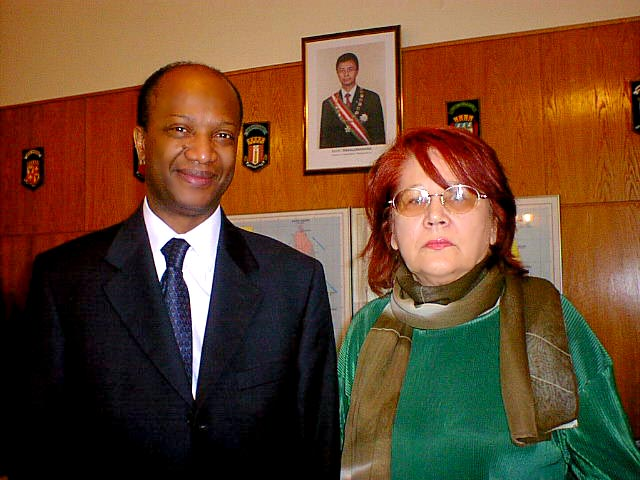
Посол Мадагаскара в России Максим Дуву и президент Клуба друзей Мадагаскара Людмила Карташова в малагасийском посольстве в Москве. 25.04.2003.

Основное направление научных исследований — лингвистика, литература, культура Мадагаскара. В ИСАА читала курсы: «Лексикология малагасийского языка», «Введение в малагасийскую филологию», «Грамматика современного малагасийского языка», «История малагасийского языка и история малагасийского языкознания» и др. Неоднократно выступала с докладами на собраниях Академии Мадагаскара, конференциях в Университете, Союзе поэтов и писателей Мадагаскара на темы: «Изучение малагасийского языка в Советском Союзе» (75-летие Малагасийской Академии наук, 1977); «Принципы составления словарей» (Отделение лингвистики и литературы Малагасийской Академии наук, 1979); «Сравнительный анализ малагасийской и русской сказки» (Международный коллоквиум по устной литературе Мадагаскара, 1980); «Мадагаскар в русской культуре» (Коллоквиум «Разнообразие культур и развитие», 2002); «Становление знаний и представлений о Мадагаскаре в России» (Малагасийская Академия наук, 2005) и др. Её статьи публиковались в «Бюллетене Малагасийской Академии наук» и периодической печати. Опубликовала более 150 книг и статей.
В 2000 г. Людмила Алексеевна создала в России «Клуб друзей Мадагаскара». Ядро Клуба составляют бывшие студенты Института стран Азии и Африки при МГУ, научные сотрудники Института Африки РАН, специалисты по малагасийской истории и филологии, биологии и геологии, преподаватели, журналисты, дипломаты. Под руководством Людмилы Алексеевны Клубом издается серия книг под общим названием «В таинственной стране Мадагаскар». Пятый выпуск, посвященный 110-летию Малагасийской Академии наук, составлен совместно с малагасийскими учеными и вышел на русском (2014) и на французском (2015) языках.

## Награды и звания
- Член-корреспондент Малагасийской Академии Наук (1977).
- Почетная грамота за многолетнюю плодотворную работу (Государственный комитет Совета министров СССР по телевидению и радиовещанию, 1978)
- Орден Дружбы народов (1979)
- Кавалер Национального ордена Мадагаскара (1979)
- Ассоциированный член Малагасийской Академии Наук (1982)
- Почетная грамота за активное участие в деятельности общества дружбы «Советский Союз-Мадагаскар» (Союз советских обществ дружбы и культурной связи с зарубежными странами, 1983)
- Офицер Национального ордена Мадагаскара (1985)
- Действительный член Малагасийской Академии Наук (1982)
- Ветеран труда (1988)
- Командор Национального ордена Мадагаскара (2004)
- Большой крест 2 класса Национального ордена Мадагаскара (2018)

## Основные труды

### Книги
- Малагасийско-русский и русско-малагасийский разговорник, М.: Русский язык, 1981, 367 с.;
- Учебный русско-малагасийский словарь, М.: Русский язык, 1982, 262 с. (совм. с др.);
- Демократическая Республика Мадагаскар, Справочник, М., 1985, с. 177—186, 194—201 (совм. с др.).
- Малагасийский язык. Учебное пособие. Москва: МГУ, 1993, 318 с. ISBN 5-211-02841-4
- Мадагаскар. Справочник. 2 изд., перераб. и доп. М.: Восточная литература, 2005. 287 с. (совм. с др.).
- (Сост. и автор предисл.) В таинственной стране Мадагаскар. Год 2005. М.: Луч, 2006, 176 с.
- (Сост. и автор предисл.) В таинственной стране Мадагаскар. Год 2006. М.: КДУ, 2007. 204 с.
- (Сост.) В таинственной стране Мадагаскар. Год 2007. М.: Экон-Информ, 2009. 176 с.
- (Сост.) В таинственной стране Мадагаскар. Год 2008. М.: Экон-Информ, 2012. 195 с.
- Мадагаскар и я. М.: Экон-Информ, 2011 271 с. ISBN 9785950606823[5]
- (Сост.) В таинственной стране Мадагаскар. Год 2012. М.: Экон-Информ, 2014. 288с. (совм. с Н. Радзаунариманана).
- (Сост.) Dans le pays mystérieux de Madagascar. Année 2012 — Antananarivo: Vohitsera / Moscou: Édition «Econ-Inform», 2015,288 p. (совм. с N. Rajaonarimanana).

### Статьи
- Сандхи в мальгашском языке // Языки Юго-Восточной Азии, М., 1967, с. 351—362;
- Структура мальгашского производного слова // Народы Азии и Африки, 1965, № 6, с. 128—135.
- La structure du mot malagasy // Bulletin de l’Académie Malgache, t. 55, fasc. 1-2. Antananarivo, 1977, pp.11-20.
- Русский язык на Мадагаскаре // Русский язык за рубежом, Москва, 1985, № 2, с. 123—124. (в соавторстве с В. А. Макаренко).
- Андриамалала Е. Д.; Докс; [Малагасийская] литература; Рабеаривелу Ж. Ж.; Рабеманандзара Ж.; Ранайву Ф.; Рацифандрихаманана К. // Африка. Энциклопедический справочник. М.: Советская энциклопедия, 1986. Т. 1. c. 270; 480; Т. 2. c. 109—110; 301—302; 306; 308.
- Русский язык в Демократической Республике Мадагаскар // «Русская речь». № 2. М., 1987, c. 94-97. (в соавторстве с В. А. Макаренко).
- Структура сложного существительного в малагасийском языке // Лексикология и словообразование африканских языков. М.: МГУ, 1988, с. 112—123.
- Интерпретация частей речи в малагасийском языке // Вестник МГУ, Серия 13, Востоковедение, 1992, № 3, с. 63-71.
- Малагасийской национальной академии — 100 лет // Вестник МГУ, Серия 13, Востоковедение. Изд-во Московского университета, 2003, № 2, с. 58-68.
- Россияне о Мадагаскаре // Под небом Африки моей. Вып. 2. М., 2003, с. 39-49.
- Зарождение малагасийской литературы // Под небом Африки моей. Вып. 3. М., 2005, с. 162—172.
- Месяц на Мадагаскаре // «Азия и Африка сегодня». № 12, 2005, c. 64-69.
- Становление знаний и представлений о Мадагаскаре в России // В таинственной стране Мадагаскар. Год 2005. М., 2006 c. 56-66 ISBN 9785871402566
- «Порывом обновленный Мадагаскар объят…» // «Азия и Африка сегодня», № 2, 2007, c. 67-68.
- Предисловие; О законодательном регулировании церкви и государства на Мадагаскаре; Зарождение малагасийской печати; Что такое фамадихана; И не умрет её слава былая; Андри Андрайна (1922—2006)// В таинственной стране Мадагаскар. Год 2006. М.: КДУ, 2007, c 4-6; 80-83; 87-107; 113—116; 126—127.
- Европейские миссионеры и зарождение малагасийской печати // «Новая и новейшая история», 2008, № 1, с.228-232
- Мадагаскар. Что такое фамадихана? // «Азия и Африка сегодня». № 7, 2008, c. 67-72.
- Préface; Sur la réglementation légale de l’Eglise et de l’Etat à Madagascar; La naissance de la presse malgache; Qu’est-ce que le famadihana; Sa gloire d’antan ne mourra jamais; Andry Andraina (1922—2006) // Dans le pays mystérieux de Madagascar. Année 2006. Moscou: Éditions «Econ-Inform», 2008, p. 4, 12,14-17, 19.
- Почему Мадагаскар // Под небом Африки моей. Альманах. Вып. 5. Африканистика и африканисты в Институте восточных языков и Институте стран Азии и Африки МГУ. М.: Ключ-С, 2010, c. 69-75.
- Мадагаскар: политика малагасизации // «Новая и новейшая история». № 1, 2011. c. 191—195.
- Мадагаскар. Литература; Театр // Большая Российская энциклопедия. Том 18. М.: БРЭ, 2011, c. 419—421.
- О малагасийском театре; Поль Радоди-Раларуси; Волшебные сказки Мадагаскара// В таинственной стране Мадагаскар. Год 2008. М.: Экон-Информ, 2012, c. 86-93; 101—105; 111—125.
- Малагасийские сказки // Малайско-индонезийские исследования. Вып. XIX. К 80-летию В. В. Сикорского. Сост. и ред. В. А. Погадаев. М.: Общество Нусантара, 2012, с. 76-90.
- Восточная Африка и Мадагаскар // История Африки в биографиях. М.: Издательский центр РГГУ, 2012, с. 749—1089.
- Предисловие; Жан-Жозеф Рабеаривелу; Жак-Фелисьен Рабеманандзара Равелудзон; Райнандриамампандри; Райнилайаривуни; Альбер Ракуту-Рацимаманга // Восточная Африка и Мадагаскар. История Африки в биографиях. М.: РГГУ, 2012, c. 749—751; 957—970; 978—980; 991-997-1012.
- Первые студенты ИСАА на Мадагаскаре // Под небом Африки моей. Вып. 6. М.: Ключ-С, 2012, c. 68-78.
- Малагасийской Академии — 110 лет; Поль Радоди-Раларуси; Сезэр Рабенуру; Жан-Жозеф Рабеаривелу;Равелудзон;Альбер Ракуту-Рацимаманга; Жак-Фелисьен Рабеманандзара; Жан Верди Саломон Разакандрайни (ДОКС);Кларисс Рацифандрихаманана // В таинственной стране Мадагаскар. Год 2012. М.: «Экон-Информ», 2014, c. 5-24; 60-76; 93-123; 153—167; 173—186; 211—231.
- Месяц на великом острове // Под небом Африки моей. — Вып. 7. История, культура, языки народов Африки. М.: Ключ-С, 2015, с. 176—188.
- 110 ans de l’Académie Malgache; Radaody-Ralarosy Paul; Rabenoro Césaire; Rabearivelo Jean-Joseph; Ravelojaona; Rakoto-Ratsimamanga Albert; Rabemananjara Jacques-Félicien; Razakandrainy Jean Verdi Salomon (Dox); Ratsifandrihamanana Clarisse//Dans le pays mystérieux de Madagascar. Année 2012. L. Kartachova, N. Rajaonarimanana, éds. Antananarivo: Vohitsera/Moscou: Econ-Inform, 2015, p. 6-18, 50-63, 79-101, 126—136; 141—151; 172—186.
- Contes merveilleux de Madagascar // Historical and social-educational ideas. Vol. 9, No 6, Part 1. Краснодар, 2017, p. 67-75.
- Формирование образа Мадагаскара в России // Малайско-индонезийские исследования. Вып. XX. К 50-летию Малайско-индонезийских чтений. Ред.- сост. В. А. Погадаев, В. В. Сикорский. М.: Общество Нусантара, 2018, с. 261—272.

## Переводы на русский язык
- Э. Рандриамамундзи. Утро придет. М.: Радуга, 1984 (То же «Огонёк», 1984, № 30-34).
- К. Рацифандрихаманана. Моя Африка. (стихи) // «Огонёк». 1975, № 34.
- Р. Радземиса-Раулисон. Искры пламени // Искры пламени. Восточный альманах. Вып 3. М.: Художественная литература, 1975 (То же Избранные произведения писателей Южной Африки. М.: Прогресс, 1-е изд. 1978, 2-е изд. 1983).
- К. Рацифандрихаманана. Кто я? // «Иностранная литература», 1976, № 4. (То же Избранные произведения писателей Южной Африки. М.: Прогресс, 1-е изд. 1978, 2-е изд. 1983).
- Малагасийские сказки // Сказки народов Африки. М.: Наука, 1976.
- Э. Рандриамамундзи. Маленький Рабари // «Огонёк», 1979, № 2.
- А. Рацифехера. Новый год // Всесвит (Киев), 1979, № 12 (То же «Огонёк», 1981, № 50).
- К. Рацифандрихаманана. Открытое письмо // «Огонёк». 1986, № 3.

## Переводы на малагасийский язык
- Aleksey Laptev. Ny zanaky ny biby [А.Лаптев. Малыши]. M., 1983 (в соавторстве с Э. Рандриамамундзи)
- E. Tsharosin. Fantatra ve…? [Е.Чарушин. Кто как живёт]. M., 1983 (в соавторстве с Э. Рандриамамундзи)
- V. Bianky. Ilay akany soa indrindra [В.Бианки. Красная горка]. M., 1983 (в соавторстве с Э. Рандриамамундзи)
- Vitaly Bianky. Mizaha ny Bitika [В.Бианки. Первая охота]. M., 1984 (в соавторстве с Э. Рандриамамундзи)
- Viatcheslav Legkobit. Samy manao ny azy [В.Легкобит. Кто что рисует]. M., 1984 (в соавторстве с Э. Рандриамамундзи)
- Ganeizer Galina. Jeôgrafia atao an-tsary [Г.Ганейзер. География в картинках]. M., 1984. (в соавторстве с К. Ракутунизау)
- N. Nosov. Satroka manenjika [Н.Носов. Живая шляпа]. M., 1985 (в соавторстве с Э. Рандриамамундзи)
- Eo anivon’ny helondrano. (Лукоморье. Сказки русских писателей). М.: Радуга, 1986, 128 с. (в соавторстве с Э. Рандриамамундзи)